# Senoculus planus
Senoculus planus is een spinnensoort uit de familie Senoculidae. De soort komt voor in Brazilië.